# Cheng Congfu
Cheng Congfu, international bekannt als Congfu „Frankie“ Cheng, (chinesisch 程叢夫 / 程丛夫, Pinyin Chéng Cóngfū; * 15. August 1984 in Peking) ist ein chinesischer Rennfahrer.

## Karriere
Cheng begann seine Motorsportkarriere 1996 im Kartsport, in dem er bis 2001 aktiv war. Unter anderem gewann er den chinesischen Meistertitel 2000 und 2001. Außerdem wurde er 2001 asiatischer Kartvizemeister. 2002 wechselte er in den Formelsport und startete in der asiatischen Formel Renault. Er gewann auf Anhieb den Meistertitel in der chinesischen Klasse und wurde Zweiter der asiatischen Wertung. 2003 startete er in der britischen Formel Renault, in der er den 30. Gesamtrang belegte. 2004 wechselte der Chinese zu Manor Motorsport und bestritt seine zweite Saison in der britischen Formel Renault, in der er sich auf den 22. Platz in der Gesamtwertung verbessern konnte.

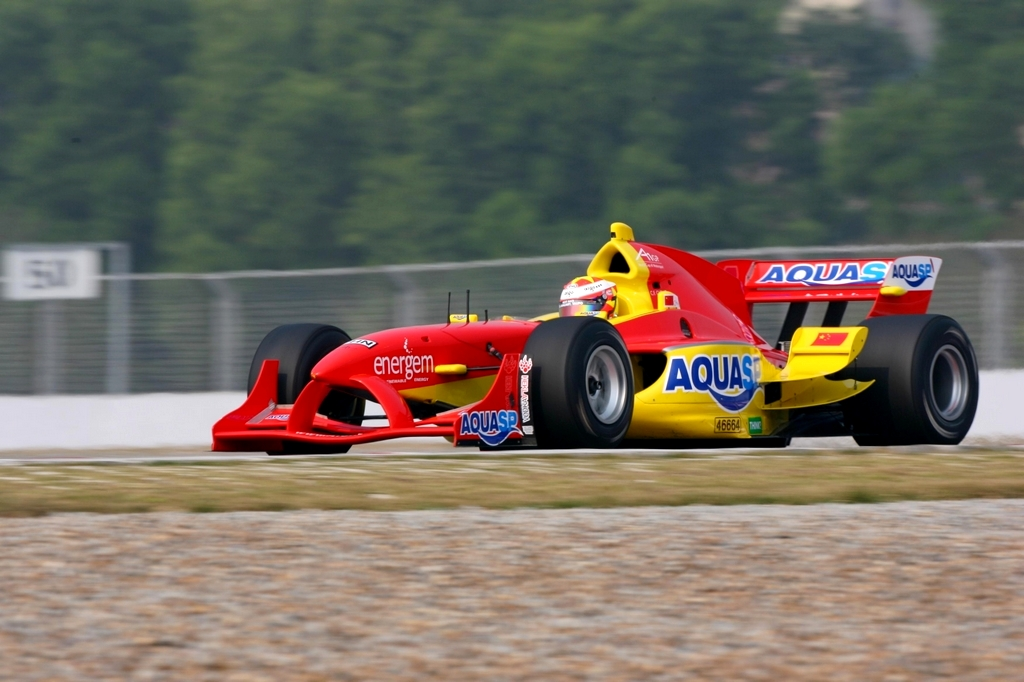
Cheng in der A1GP-Serie 2007

Nachdem Cheng 2005 zunächst den Vizemeistertitel der britischen Formel Renault Wintermeisterschaft gewonnen hatte, ging er abermals in der britischen Formel Renault an den Start. Er erzielte seine erste Podest-Platzierung und wurde Elfter im Gesamtklassement. 2006 bestritt der Chinese seine vierte Saison in der britischen Formel Renault. Obwohl er kein Rennen gewinnen konnte, belegte er am Saisonende dank acht Podest-Platzierungen den dritten Gesamtrang. Im Winter 2006/2007 ging Cheng zusammen mit Ho-Pin Tung für das chinesische Team in der A1GP-Serie an den Start. Seine beste Platzierung war ein vierter Platz. Anschließend nahm er an der nationalen Klasse der britischen Formel-3-Meisterschaft teil und wurde Vizemeister in dieser Wertung.
In der A1GP-Saison 2007/2008 war Cheng der einzige Fahrer des chinesischen Teams. Mit einem dritten Platz als bestes Resultat belegte das Team am Saisonende den 13. Gesamtrang. Anschließend stieg er zum dritten Rennen der Saison 2008 in die Formel-3-Euroserie ein. Cheng, dessen beste Platzierung ein neunter Platz war, blieb in dieser Serie ohne Punkte und belegte den 29. Platz im Gesamtklassement. Außerdem startete er beim 24-Stunden-Rennen von Le Mans 2008 und wurde Dritter in der LMP2-Wertung. In der A1GP-Saison 2008/2009 nahm Cheng nur an vier Rennen teil. Darüber hinaus startete er 2009 nur beim 24-Stunden-Rennen auf dem Nürburgring, bei dem er den dritten Platz der SP3T-Wertung belegte.

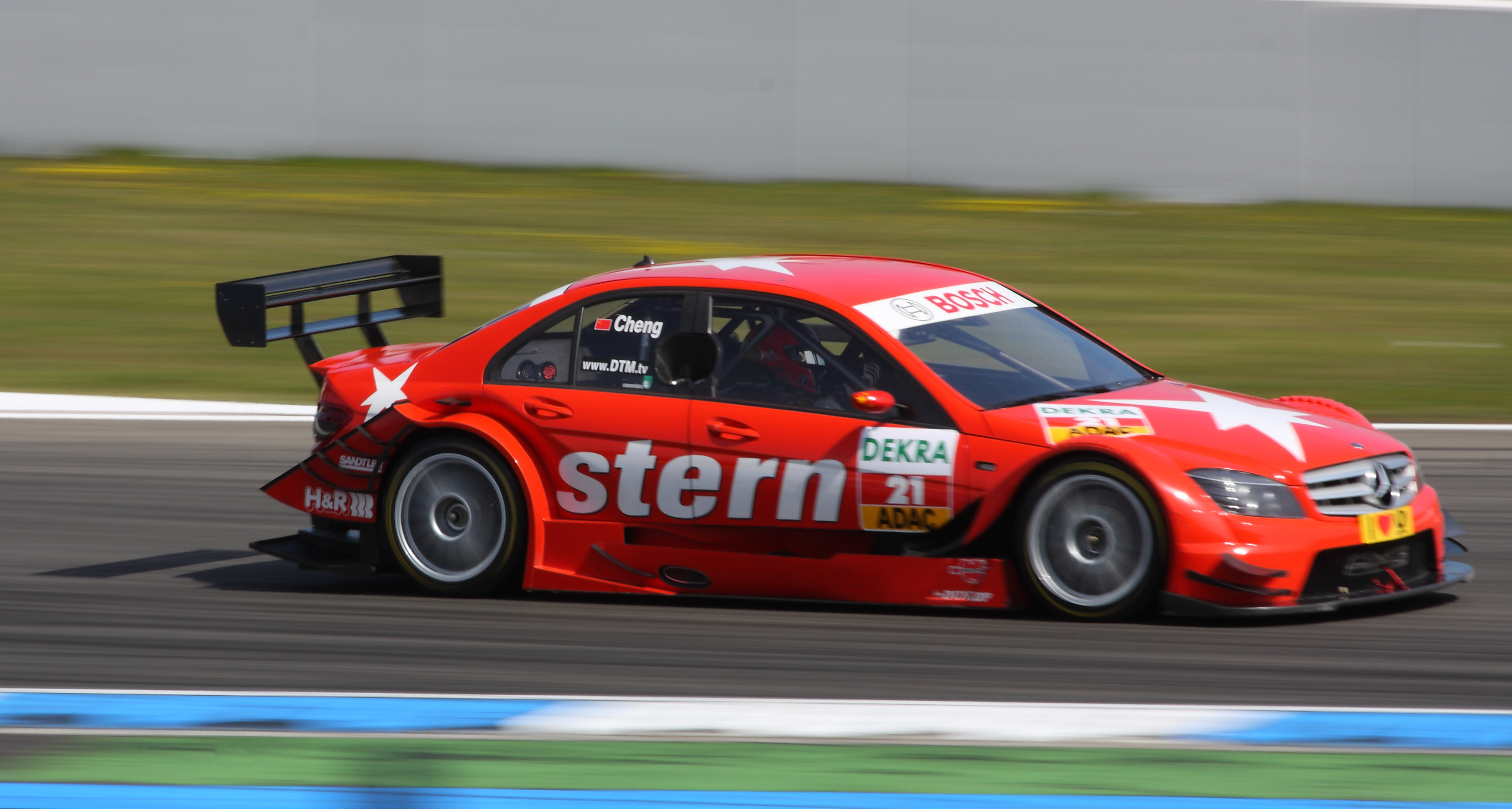
Cheng bei seinem ersten DTM-Rennen am 25. April 2010 auf dem Hockenheimring

In der Saison 2010 ging Cheng in der DTM für das Mercedes-Benz-Team Persson Motorsport an den Start. Er fuhr als dritter Fahrer des Teams neben Jamie Green und Susie Stoddart in einer 2008er DTM-Version der C-Klasse. Er übernahm das Fahrzeug von Mathias Lauda, der in der vorherigen Saison für Mücke Motorsport gefahren war. Im Gegensatz zu seinen Teamkollegen erzielte Cheng keine Punkte. Seine beste Platzierung waren drei zwölfte Plätze.
Für die DTM-Saison 2011 erhielt Cheng kein Cockpit. Sein bisheriges Fahrzeug wurde mit Renger van der Zande besetzt.
Am 13. November 2011 nahm Cheng zusammen mit Mika Häkkinen und Lance David Arnold auf einem Mercedes-Benz SLS AMG am 6-Stunden-Rennen von Zhuhai teil, dem abschließenden Lauf zum Intercontinental Le Mans Cup. Das Fahrzeug schied in der dritten Stunde aus.

## Statistik

### Karrierestationen
| - 1996–2001: Kartsport - 2002: Asiatische Formel Renault (Platz 2) - 2002: Chinesische Formel Renault (Meister) - 2003: Britische Formel Renault (Platz 30) | - 2004: Britische Formel Renault (Platz 22) - 2005: Britische Formel Renault (Platz 11) - 2006: Britische Formel Renault (Platz 3) - 2007: Britische Formel 3, nationale Klasse (Platz 2) | - 2008: Formel-3-Euroserie (Platz 29) - 2009: A1GP - 2010: DTM |

### Le-Mans-Ergebnisse
| Jahr | Team             | Fahrzeug     | Teamkollege     | Teamkollege     | Platzierung | Ausfallgrund |
| ---- | ---------------- | ------------ | --------------- | --------------- | ----------- | ------------ |
| 2008 | Saulnier Racing  | Pescarolo 01 | Pierre Ragues   | Matthieu Lahaye | Rang 18     |              |
| 2013 | Rebellion Racing | Lola B12/60  | Andrea Belicchi | Mathias Beche   | Rang 40     |              |

### Sebring-Ergebnisse
| Jahr | Team             | Fahrzeug    | Teamkollege     | Teamkollege   | Platzierung | Ausfallgrund |
| ---- | ---------------- | ----------- | --------------- | ------------- | ----------- | ------------ |
| 2013 | Rebellion Racing | Lola B12/60 | Andrea Belicchi | Mathias Beche | Rang 5      |              |

### Einzelergebnisse in der FIA-Langstrecken-Weltmeisterschaft
| Saison | Team             | Rennwagen   | 1   | 2   | 3   | 4   | 5   | 6   | 7   | 8   |
| ------ | ---------------- | ----------- | --- | --- | --- | --- | --- | --- | --- | --- |
| 2012   | Rebellion Racing | Lola B12/60 | SEB | SPA | LEM | SIL | SAO | BAH | FUJ | SHA |
| 2012   | Rebellion Racing | Lola B12/60 |     |     |     |     | 4   |     |     |     |
| 2013   | Rebellion Racing | Lola B12/60 | SIL | SPA | LEM | SAO | AUS | FUJ | SHA | BAH |
| 2013   | Rebellion Racing | Lola B12/60 | 6   | 6   | 40  |     |     |     |     |     |

### Einzelergebnisse in der DTM
| Saison | Team               | Hersteller | 1   | 2   | 3   | 4   | 5   | 6   | 7   | 8   | 9   | 10  | 11  | Punkte | Rang |
| ------ | ------------------ | ---------- | --- | --- | --- | --- | --- | --- | --- | --- | --- | --- | --- | ------ | ---- |
| 2010   | Persson Motorsport | Mercedes   | HO1 | VAL | LAU | NOR | NÜR | ZAN | BRH | OSC | HO2 | ADR | SHA | –      | —    |
| 2010   | Persson Motorsport | Mercedes   | 13  | 12  | 12  | 14  | 12  | 16  | 13  | DNF | DNF | 13  | 15  | –      | —    |

| Legende  | Legende            | Legende                                                          |
| Farbe    | Abkürzung          | Bedeutung                                                        |
| -------- | ------------------ | ---------------------------------------------------------------- |
| Gold     | –                  | Sieg                                                             |
| Silber   | –                  | 2. Platz                                                         |
| Bronze   | –                  | 3. Platz                                                         |
| Grün     | –                  | Platzierung in den Punkten                                       |
| Blau     | –                  | Klassifiziert außerhalb der Punkteränge                          |
| Violett  | DNF                | Rennen nicht beendet (did not finish)                            |
| Violett  | NC                 | nicht klassifiziert (not classified)                             |
| Rot      | DNQ                | nicht qualifiziert (did not qualify)                             |
| Rot      | DNPQ               | in Vorqualifikation gescheitert (did not pre-qualify)            |
| Schwarz  | DSQ                | disqualifiziert (disqualified)                                   |
| Weiß     | DNS                | nicht am Start (did not start)                                   |
| Weiß     | WD                 | zurückgezogen (withdrawn)                                        |
| Hellblau | PO                 | nur am Training teilgenommen (practiced only)                    |
| Hellblau | TD                 | Freitags-Testfahrer (test driver)                                |
| ohne     | DNP                | nicht am Training teilgenommen (did not practice)                |
| ohne     | INJ                | verletzt oder krank (injured)                                    |
| ohne     | EX                 | ausgeschlossen (excluded)                                        |
| ohne     | DNA                | nicht erschienen (did not arrive)                                |
| ohne     | C                  | Rennen abgesagt (cancelled)                                      |
| ohne     | keine WM-Teilnahme |                                                                  |
| sonstige | P/fett             | Pole-Position                                                    |
| sonstige | 1/2/3/4/5/6/7/8    | Punktplatzierung im Sprint-/Qualifikationsrennen                 |
| sonstige | SR/kursiv          | Schnellste Rennrunde                                             |
| sonstige | *                  | nicht im Ziel, aufgrund der zurückgelegten Distanz aber gewertet |
| sonstige | ()                 | Streichresultate                                                 |
| sonstige | unterstrichen      | Führender in der Gesamtwertung                                   |